# Lijst van burgemeesters van Westdongeradeel
Dit is een lijst van burgemeesters van de voormalige Nederlandse gemeente Westdongeradeel in de provincie Friesland.
| Ambtsperiode | Naam burgemeester                                | Partij of stroming | Bijzonderheden                                       |
| ------------ | ------------------------------------------------ | ------------------ | ---------------------------------------------------- |
| 1851 - 1853  | Bonifacius Hendrik van der Haer                  |                    | Voorafgaand sinds 1849 grietman van Westdongeradeel. |
| 1853 - 1855  | Z.S. de Haan                                     |                    |                                                      |
| 1855 - 1862  | mr. Bernhardus Hopperus Buma                     |                    |                                                      |
| 1862 - 1894  | Jilles Klaasesz                                  | Liberaal           | Was van 1847 tot 1862 secretaris van Westdongeradeel |
| 1894 - 1904  | Daniël Jan Wigbold Crommelin baron van Heeckeren |                    | Voorafgaand burgemeester van Ameland.                |
| 1904 - 1937  | J.L. Oosterhoff                                  |                    |                                                      |
| 1937 - 1961  | Arend Egbert Hoving                              |                    |                                                      |
| 1961 - 1966  | Doeke Bekius                                     | ARP                |                                                      |
| 1967 - 1977  | Meindert Klaas (M.K.) Pool                       | ARP                | Voorafgaand burgemeester van Stedum.                 |
| 1978 - 1983  | Piet (P.F.) Visser                               | ARP / CDA          |                                                      |
| 1983 - 1984  | Ebele Talstra                                    | CDA                | Waarnemend.                                          |